# Anni-Frid Lyngstad
Anni-Frid Synni Princess Reuss of Plauen (tiếng Đức: Anni-Frid Synni Prinzessin Reuss von Plauen tên khai sinh Anni-Frid Synni Lyngstad, 15 tháng 11 năm 1945), được biết đến rộng rãi như là Frida Lyngstad, là một nghệ sĩ pop và jazz người Thụy Điển sinh ra ở Na Uy.
Sinh ra tại Na Uy có mẹ là người Na Uy và cha là người Đức, bà lớn lên ở Thụy Điển, là cựu thành viên nhóm nhạc ABBA. Bà bắt đầu sự nghiệp ca hát năm 13 tuổi, đã từng đoạt giải trong cuộc thi Eurovision ở Thụy Điển. Bà lập gia đình với Benny vào năm 1978. Khác với Agnetha, bà sở hữu chất giọng trầm và truyền cảm. Bà là một trong hai ca sĩ chính của ban nhạc.